# Ложечко, Юлия Александровна
Юлия Александровна Ложечко (род. 14 декабря 1989, Брянск, СССР) — российская гимнастка (спортивная гимнастика). Чемпионка Европы 2007 года, многократная чемпионка России. Заслуженный мастер спорта России (2010).

## Биография

### Ранние годы
Гимнастка родилась 14 декабря 1989 года в Брянске. Единственный ребёнок в семье. Родители Ольга и Александр Ложечко. Спортивной гимнастикой начала заниматься в раннем детстве. Окончила Санкт-Петербургский государственный университет физической культуры имени П. Ф. Лесгафта. Также упоминается под фамилией Овчинникова.

### Карьера
Спортивная карьера началась в 7 лет. Особенных успехов достигла в период, когда начала тренироваться серьезно под руководством тренера Ю. Н. Шаменина. Позднее тренировалась под руководством О. А. Широковой. Представляла спортивный клуб Российской армии.
В 2003 году спортсменка была включена в состав российской национальной сборной и тогда же — вышла на международный уровень. На Чемпионате Европы среди юниоров 2004 года завоевала золотую медаль в командных соревнованиях в составе сборной России, также выиграла серебряную медаль на бревне.
В 2005 году она завоевала бронзовую медаль в многоборье на чемпионате Европы. В 2006 году входила в состав сборной России, на чемпионате Европы завоевали бронзу. Она была выбрана для участия в чемпионате мира 2006 года, но сломала пальцы на тренировках и вынуждена была уйти.
В 2007 году на чемпионате Европы выиграла золотую медаль на бревне и серебряную медаль в вольных упражнениях.
Неоднократная чемпионка России (2005, 2006 — многоборье; 2007 — бревно; 2010 — команда, а также 2008 — многоборье и команда), серебряный (2004 — бревно; 2005 — брусья; 2007 — вольные упражнения) и бронзовый (2003 — бревно) призер чемпионатов России.
В 2011 году стала бронзовым призёром всемирной Универсиады в командных соревнованиях.
После окончания спортивной карьеры работает тренером в московской ДЮСШ «Самбо-70».